# Kryptokalvinism
Kryptokalvinism (av grek. kryptós, dold, hemlig), "förtäckt kalvinism", är ett begrepp som betecknade kalvinistiskt inflytande inom den lutherska kyrkan årtiondena efter Martin Luthers död. Begreppet syftade främst på de tyskar som var anklagade för att i smyg införa den kalvinistiska nattvardsläran.
Kryptokalvinismen grundlades redan av Philipp Melanchthon och fördes sedan vidare av hans lärjungar under inflytande av kalvinistiska tankegångar främst bland teologerna i Wittenberg. Dessa framlade 1571 för August I av Sachsen den kryptokalvinistiska åskådningen i skenbart lutherska former i Consensus Dresdensis. Senare kom dock kryptokalvinisterna att undertryckas till förmån för luthersk ortodoxi, först 1574 och slutgiltigt efter Nicolaus Crells fall 1591.
I Pfalz däremot slutade striden om kryptokalvinismen med kalvinismens seger. Kryptokalvinismen gav även upphov till strider i Danmark genom Niels Hemmingsen och i Sverige under Karl IX:s regering.